# Џон Хјум
Џон Хјум (енгл. John Hume; Лондондери, 18. јануар 1937 — Лондондери, 3. август 2020) био је ирски политичар. Један је од оснивача Социјалдемократске и лабуристичке партије и добитник Нобелове награде за мир 1998. године за рад на мирном решењу проблема у Северној Ирској заједно са Дејвидом Тримблом.